# Ectoedemia nuristanica
Ectoedemia nuristanica là một loài bướm đêm thuộc họ Nepticulidae. Nó là loài duy nhất được tìm thấy ở Nuristan in miền đông Afghanistan.
Sải cánh dài 6.4–7 mm. Con lớn được bắt vào tháng 7. Không giống phần lớn các loài Nepticulidae khác, ấu trùng chỉ đục thân cây, không đục lá cây chủ. Không rõ loại cây chủ nhưng người ta thu được tiêu bản ở vùng núi nhiều cây Quercus baloot.